# سالل
سالل بلدة في تشاد على بعد 380 كيلومترا شمال إنجامينا على الطريق إلى فايا لارجو. وهي ثاني أكبر بلدة بعد موسورو في إقليم بحر الغزال.
1. ↑  GeoNames (بالإنجليزية), 2005, QID:Q830106